# Radiumbromide
Radiumbromide is een anorganische verbinding van radium, met als brutoformule RaBr2. De stof komt voor als een witte kristallijne vaste stof, die gevormd wordt tijdens de scheiding van radium uit uraniumerts. Radiumbromide is goed oplosbaar in water.